# Преступность на Кабо-Верде
Мелкие преступления, такие как кражи и кражи со взломом, распространены на Кабо-Верде, особенно в местах массового скопления людей, таких как рынки, фестивали и праздники. Часто исполнителями этих преступлений являются банды беспризорных детей. По состоянию на 2008 год статистика местной полиции отражает рост преступности на Кабо-Верде, особенно в городах Прая и Минделу.
По состоянию на 2008 год грабежи происходят чаще, чем раньше, особенно ночью и в более изолированных районах, и иногда с ними связано насилие. Преступность, связанная с наркотиками и их употреблением, также растет. Из-за отсутствия освещения во многих общественных местах и периодических отключений электроэнергии правительство США посоветовало путешественникам иметь при себе небольшие фонарики, путешествовать с другими людьми, запирать двери и окна транспортных средств, избегать темных и изолированных мест и быть особенно бдительными по вечерам.
По состоянию на 2008 год на Кабо-Верде также растет число насильственных преступлений. В период с мая 2007 года по май 2008 года было совершено несколько убийств и покушений на убийства, в основном в городских центрах Праи и Минделу, хотя Сал и другие острова не остались в стороне. Утверждается, что США депортируют преступников, которые по национальности кабовердцы, обратно в страну их происхождения, и между депортированными началась бандитская война, поскольку они являются конкурентами за местное распространение и дальнейшую транспортировку незаконных наркотиков, поступающих в основном из Южной Америки.